# Aeroportul Kristiansand
Aeroportul Kristiansand (IATA: KRS, ICAO: ENCN) este un aeroport din Tveit, Comuna Kristiansand, Agder, Norvegia ce deservește zona Comuna Kristiansand. Aeroportul a fost tranzitat în 2022 de 739.907 pasageri. A fost numit după zona deservită.
Situat la o altitudine de 17 m, aeroportul dispune de 1 pistă. Este operat de Avinor⁠(d).

## Infrastructură

### Piste
Aeroportul dispune de o singură pistă. Pista are orientarea 03/21. 